# Меммиче, Аманалла
Аманалах Меммиче (араб. أمان الله مميش‎; род. 20 апреля 2004, Тунис) — тунисский футболист, вратарь клуба «Эсперанс» и сборной Туниса.

## Клубная карьера
Меммиче — воспитанник клуба «Эсперанс». 7 июня 2023 года в матче против «Олимпик Беджа» он дебютировал в тунисской Лиге 1. 

## Международная карьера
В 2023 году в составе молодёжной сборной Туниса Меммиче принял участие в молодёжном Кубке Африки в Египте. На турнире он сыграл в матче против команды Нигерии.